# سوادة (حزم العدين)

تعديل مصدري - تعديل

سوادة محلة تابعة لقرية الاعموس، التابعة لعزلة بني على بمديرية حزم العدين إحدى مديريات محافظة إب في الجمهورية اليمنية، بلغ تعداد سكانها 112 حسب تعداد اليمن لعام 2004.